# Ariel Schulman
Ariel "Rel" Schulman, född 1 oktober 1981 i New York, är en amerikansk regissör. Han regisserade dokumentärfilmen Catfish där hans bror Nev Schulman blev lurad av en Catfish. Han har även gjort skräckfilmer.
| År    | Titel                 | Kategori   | Yrke               |
| ----- | --------------------- | ---------- | ------------------ |
| 2010  | Catfish               | Dokumentär | Regissör           |
| 2011  | Paranormal Activity 3 | Skräck     | Regissör           |
| 2012  | Paranormal Activity 4 | Skräck     | Regissör           |
| 2012- | Catfish: The TV Show  | TV         | Exekutiv producent |